# João Silva (fotógrafo)
João Paulo da Costa da Silva GOL (Lisboa, 9 de agosto de 1966) é um fotógrafo luso-sul-africano baseado em Joanesburgo.
Notabilizou-se pelo seu trabalho em cenários de guerra, bem como pelo acompanhamento que fez do fim do apartheid na África do Sul, sendo um dos quatro membros do "Bang Bang Club".

## Carreira
João Silva começou a fotografar em 1989 e o seu percurso como freelancer para o Johannesburg Herald iniciou-se em 1990.
Sob a orientação de Ulli Michel, tornou-se colaborador da agência noticiosa Reuters em 1991. Em 1992, foi contratado como fotógrafo do The Star. Mais tarde, em 1994, ingressou na Associated Press como fotógrafo freelance. Em 1996, começou a trabalhar, também como freelancer, para o jornal norte-americano The New York Times e, em 1998, tornou-se o fotógrafo regular do Times na África Austral, acabando por ser contratado em 2000.
Em 2000 co-fundou, com Greg Marinovich, The Bang Bang Club. Cinco anos mais tarde, João Silva publicou o livro "In The Company of God" com o ISBN 978-191-985-544-8, que documenta as consequências da ocupação norte-americana no Iraque.
Em 2014, numa parceria entre o Museum Africa e o Consulado-Geral de Portugal em Joanesburgo, com o apoio da Embaixada de Portugal em Pretória e do Instituto Camões, Silva expõe, pela primeira vez, na África do Sul com “Imagens de Guerra”. A exposição, que fez parte da 25.ª VISA pour L'Image Photo Festival, em Perpignan (França, 2013), explora a brutalidade da guerra e a obsessão de João Silva em documentá-la.
Em 2016, fez parte do júri do Prémio Estação Imagem Viana do Castelo.

## Prémios
Silva ganhou o prémio de "Fotógrafo de Imprensa Sul-Africano do Ano" em 1992, um galardão criado pela Ilford, e foi selecionado para o World Press Photo Joop Swart Masterclass em 1995. O seu trabalho foi homenageado nos prémios World Press Photo e Over Seas Press Club, entre outros.
Em 2006, arrecadou o 2.º prémio na categoria Temas Contemporâneos do World Press Photo com uma imagem de uma prisão no Malawi, parte de um trabalho realizado para o The New York Times.
No dia 19 de maio de 2012, a Escola de Artes e Design Corcoran, em Washington DC, homenageou João Silva com um doutoramento honoris causa em Fine Arts.
Enquanto se recuperava no Walter Reed Army Medical Center, nos EUA, a República Francesa concedeu-lhe o Chevalier De L'Ordre Des Arts Et Lettres em 4 de abril de 2011.
A 15 de março de 2012, na Embaixada de Portugal em Pretória, por intermédio do Embaixador João Ramos Pinto, recebeu o grau de Grande-Oficial da Ordem da Liberdade, com o qual tinha sido agraciado a 10 de junho de 2011, dia do ano em que é celebrado o Dia de Portugal, de Camões e das Comunidades Portuguesas.

## Vida pessoal
Em 23 de outubro de 2010, ficou gravemente ferido num acidente com uma mina antipessoal no Sul do Afeganistão. Devido à gravidade dos ferimentos, o fotógrafo ficou com as pernas amputadas. Segundo relato da jornalista Carlotta Gall, Silva continuou a fotografar, mesmo estando gravemente ferido.
No final de julho de 2011 - após passar por um longo processo de readaptação motora com as próteses - voltou a trabalhar como fotojornalista.